# Ancistrocerus mongolicus
Ancistrocerus mongolicus är en stekelart som beskrevs av Kostylev 1940. Ancistrocerus mongolicus ingår i släktet murargetingar, och familjen Eumenidae. Inga underarter finns listade i Catalogue of Life.